# Schloss Kirchensittenbach

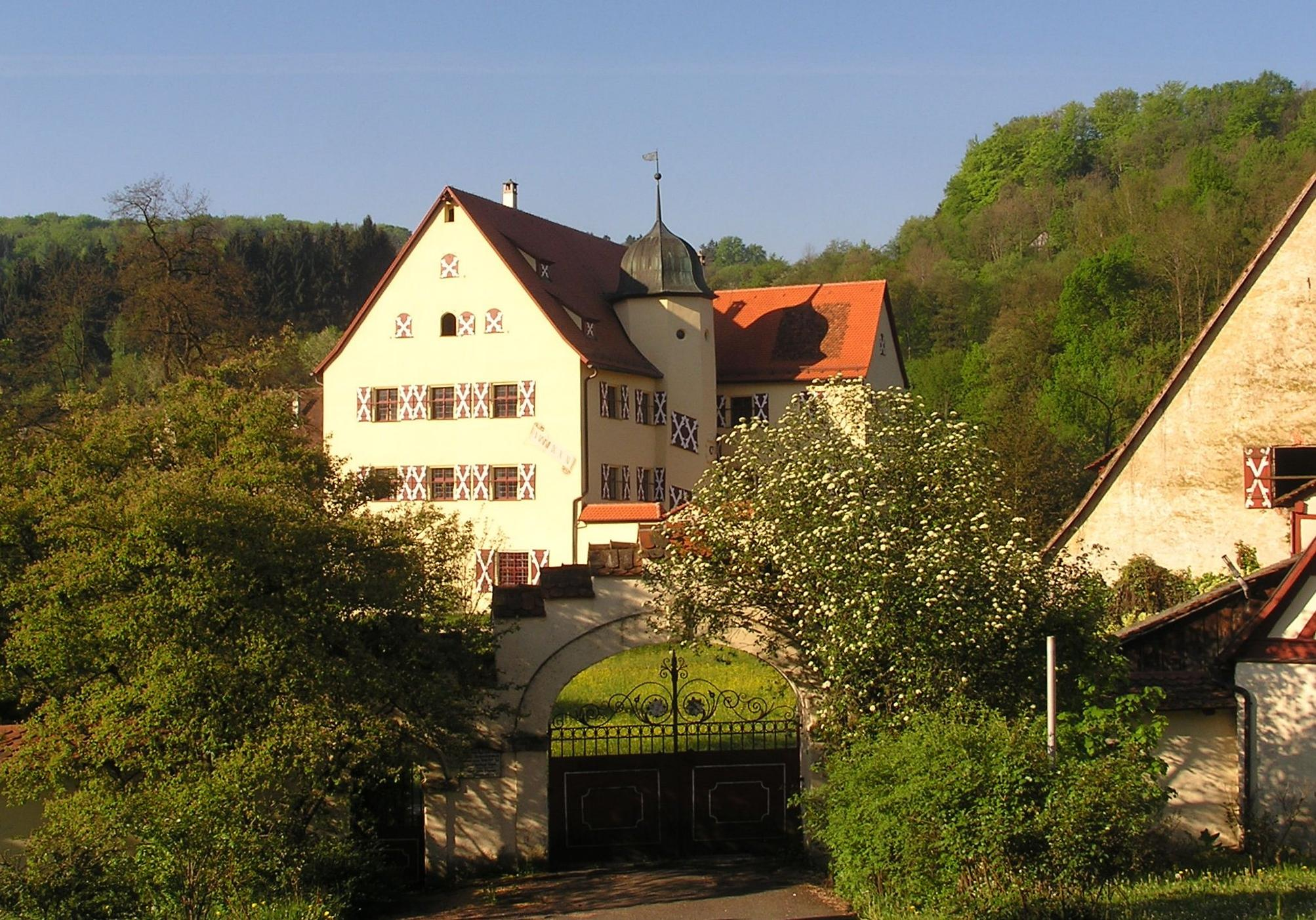
Tetzelschloss in Kirchensittenbach

Schloss Kirchensittenbach ist ein auch als Tetzelschloss bekanntes Schloss (und ein angrenzender Wasserburgstall) in Kirchensittenbach, einer Gemeinde im mittelfränkischen Landkreis Nürnberger Land. Schloss Kirchensittenbach ist ein Baudenkmal, das in der Liste der Baudenkmäler in Kirchensittenbach (Nummer D-5-74-135-13), die Schlossökonomie mit dem Rest des ehemaligen Wasserschlosses steht unter der Nummer D-5-74-135-12 ebenfalls unter Denkmalschutz.

## Geschichte
Kirchensittenbach trat als Siedlung erstmals im baierischen Salbuch um 1275 auf. In den Jahren 1391 und 1450 wurde Kirchensittenbach von Nürnberger Landsknechten geplündert. Von 1504 bis 1806 gehörte das heutige Gemeindegebiet als Teil des neu geschaffenen Pflegamtes Hohenstein zum Landgebiet der Reichsstadt Nürnberg. Die Tetzel von Kirchensittenbach, eine Patrizierfamilie aus Nürnberg, erwarben 1569 die Burg von Kirchensittenbach. Die Tetzel errichteten 1590 etwas südlich der abgebrochenen Burg ein Schloss, das Tetzelschloss. Die Familie gründete 1640, als sie keine Nachkommen mehr hatte, die Tetzel-Stiftung, die bis heute von zwei Nürnberger Patrizierfamilien verwaltet wird.
Eine Sanierung mit statischer Sicherung der Fundamente und Dächer wurde 2007 abgeschlossen.

## Beschreibung
- Sogenanntes Tetzelschloss: dreigeschossiger, verputzter Sandsteinbau über L-förmiger Grundlinie, mit Satteldächern und Schleppgauben, am Hauptflügel polygonaler Treppenturm mit Kuppelhelm, von Wolf Jacob Stromer, 1590–95, Veränderungen 1777 und 1822–25; mit Ausstattung
- Voitenhaus: zweigeschossiger, verputzter Satteldachbau mit Schleppgauben, um 1700
- Scheune: eingeschossiger Massivbau mit mächtigem Steilsatteldach und Schleppgauben, 18. Jahrhundert, an der Nordwestseite
- Scheune: eingeschossiger Massivbau mit Satteldach, 18. Jahrhundert, an der Südostseite
- Schlossmauer: verputztes Mauerwerk mit Satteldachabschluss, Stützpfeilern und Korbbogentor mit getrepptem Satteldachaufsatz, Ende 16./17. Jahrhundert
- Hofmauer: verputztes Mauerwerk mit Satteldach und Stichbogentor mit Wappenrelief, bezeichnet „1590“

- Schlossökonomie, sogenanntes Kleines Schloss: zweigeschossiger langgestreckter und verputzter Kalksteinbau mit Halbwalmdach, 18. Jahrhundert, nördlich außerhalb der Ummauerung
- Rest des ehemaligen Wasserschlosses: Sockel-Fundament, mittelalterlich, von Weiher umgeben